# Emin Əzizov
Emin Mikayıl oğlu Əzizov (ur. 29 grudnia 1984) – azerski zapaśnik walczący w stylu wolnym. Olimpijczyk z Pekinu 2008, gdzie zajął dwunaste miejsce w kategorii 66 kg.
Brązowy medalista mistrzostw Europy w 2008. Pierwszy w Pucharze Świata w 2010 i jedenasty w 2011 roku.